# ادوارد ویلیام نلسون
ادوارد ویلیام نلسون (انگلیسی: Edward William Nelson؛ ۸ مهٔ ۱۸۵۵ – ۱۹ مهٔ ۱۹۳۴) یک گیاه‌شناس اهل ایالات متحده آمریکا بود.